# 발티나바시

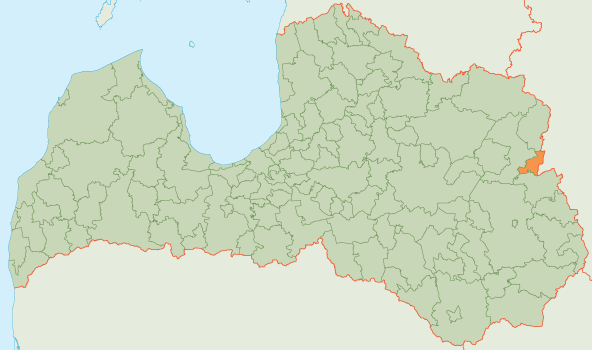
발티나바 시의 위치

발티나바시(라트비아어: Baltinavas novads)는 라트비아의 지방 자치체로 행정 중심지는 발티나바이며 면적은 185.0km2, 인구는 1,387명(2009년 기준), 인구 밀도는 7.5명/km2이다.